# Razbora
Razbora je český rodový název pro několik druhů kaprovitých ryb z rodů Rasbora, Brevibora a Trigonostigma.